# Dismodix guaruja
Dismodix guaruja là một loài tò vò trong họ Ichneumonidae.